# Patmara
Patmara (nep. पातमारा) – gaun wikas samiti w zachodniej części Nepalu w strefie Karnali w dystrykcie Jumla. Według nepalskiego spisu powszechnego z 2001 roku liczył on 524 gospodarstw domowych i 2894 mieszkańców (1409 kobiet i 1485 mężczyzn).